# Montagne del Liechtenstein
Quella che segue è la lista delle montagne presenti nel territorio del Liechtenstein.

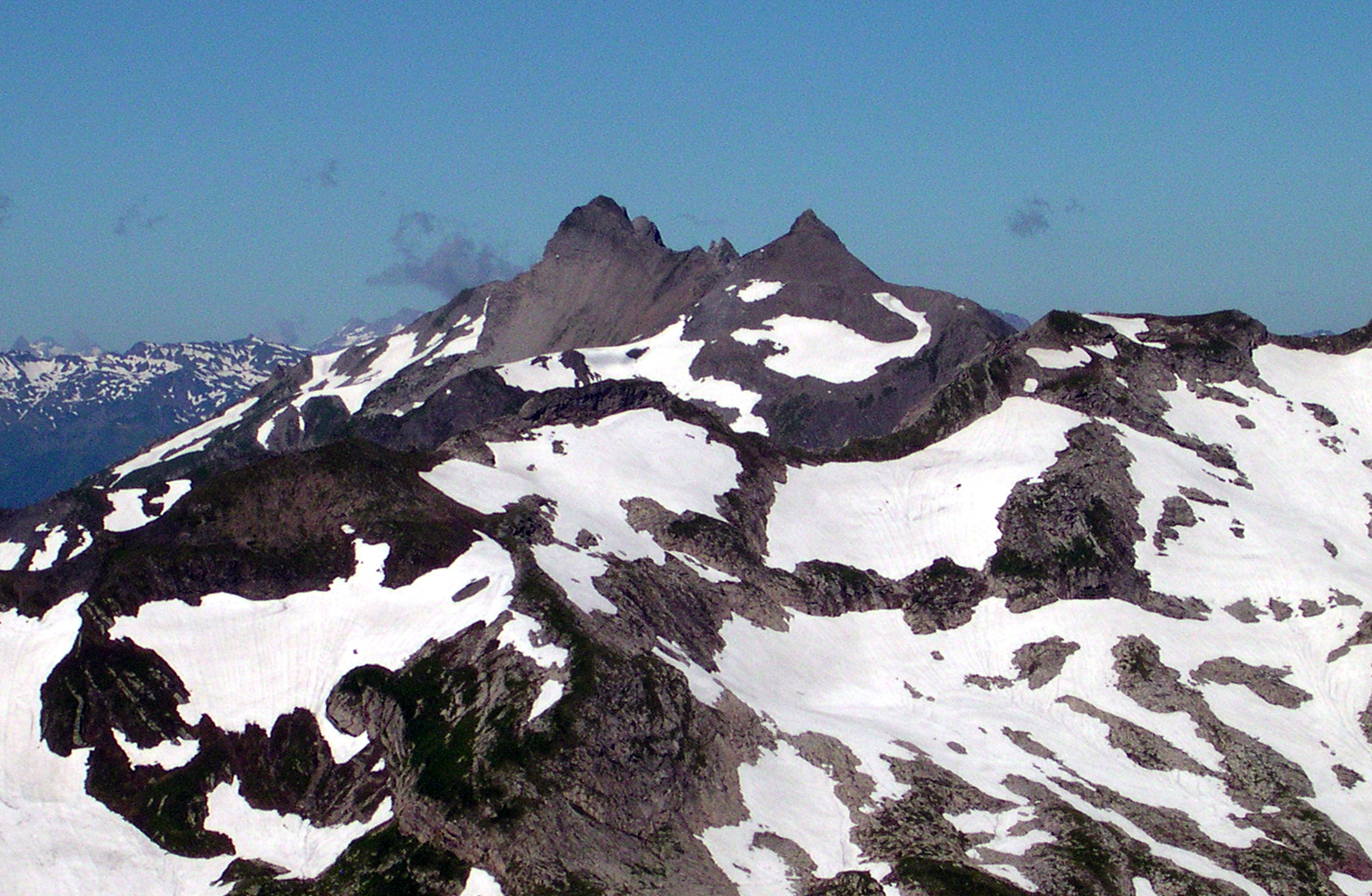
Il Grauspitz (2599 m).

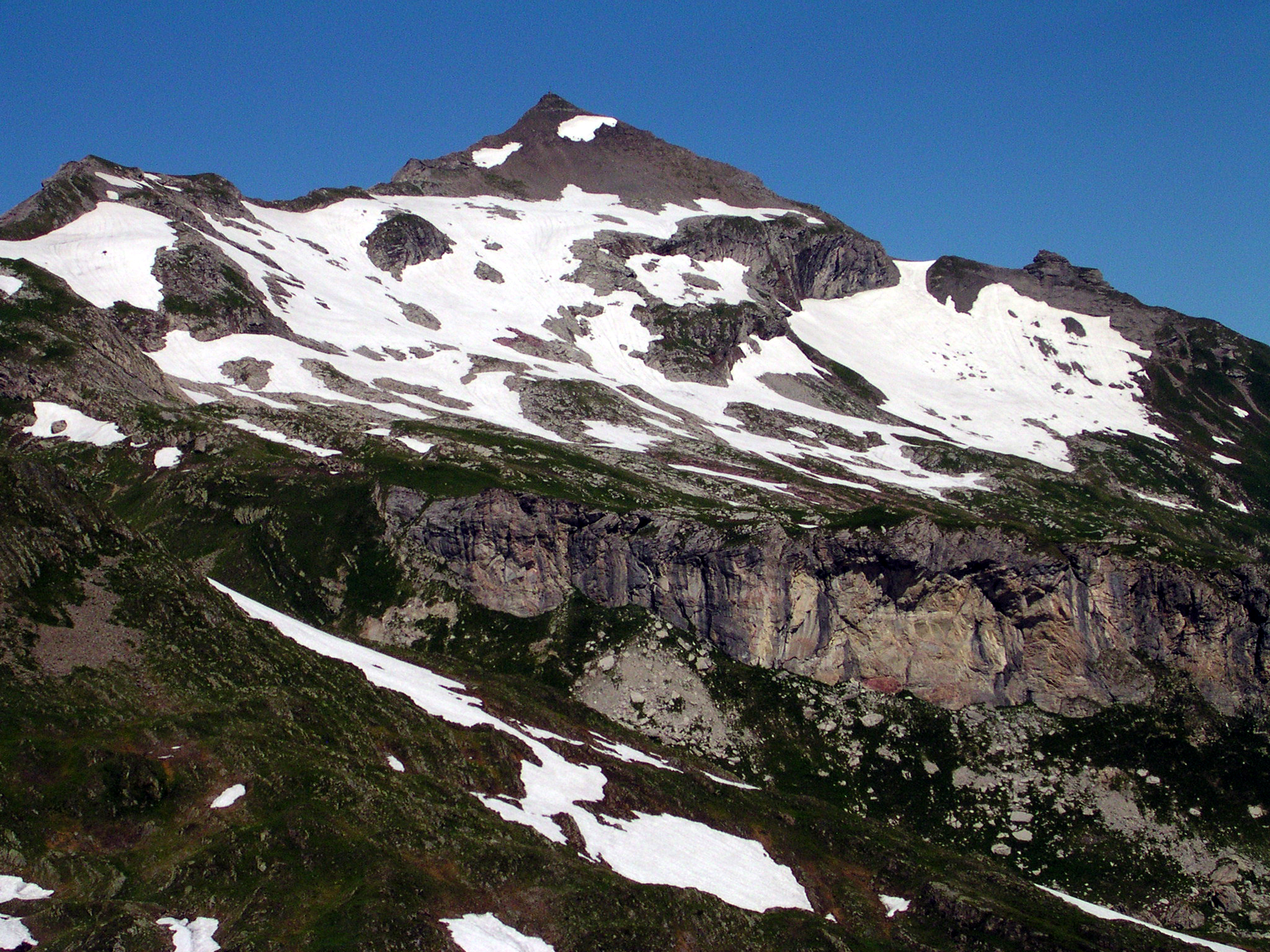
Il Naafkopf (2570 m).

| Nome             | Altezza |
| ---------------- | ------- |
| Grauspitz        | 2599 m  |
| Hinter Grauspitz | 2574 m  |
| Naafkopf         | 2570 m  |
| Falknis          | 2562 m  |
| Mazorakopf       | 2451 m  |
| Augstenberg      | 2399 m  |
| Plasteikopf      | 2356 m  |
| Gorfion          | 2308 m  |
| Ochsenkopf       | 2286 m  |
| Gamsgrat         | 2246 m  |
| Rappenstein      | 2221 m  |
| Galinakopf       | 2198 m  |
| Spitz            | 2186 m  |
| Scheienkopf      | 2159 m  |
| Silberhorn       | 2150 m  |
| Rotspitz         | 2127 m  |
| Kuhgrat          | 2123 m  |
| Goldlochspitz    | 2110 m  |
| Garsellakopf     | 2105 m  |
| Schönberg        | 2104 m  |
| Rauherbeng       | 2094 m  |
| Nospitz          | 2091 m  |
| Drei Kapuziner   | 2084 m  |
| Stachlerkopf     | 2071 m  |
| Zigerbergkopf    | 2051 m  |
| Gafleispitz      | 2000 m  |
| Helwanspitz      | 1999 m  |
| Alpspitz         | 1943 m  |
| Heubühl          | 1936 m  |
| Kirchlespitz     | 1929 m  |
| Mittlerspitz     | 1897 m  |
| Mittagspitz      | 1857 m  |
| Würznerhorn      | 1713 m  |
| Frastanzersand   | 1646 m  |
| Maurerberg       | 1378 m  |